# Theorema chiriquensis
Theorema chiriquensis är en fjärilsart som beskrevs av Friedrich Wilhelm Niepelt 1927. Theorema chiriquensis ingår i släktet Theorema och familjen juvelvingar. Inga underarter finns listade i Catalogue of Life.